# Youri Messen-Jaschin

Youri Messen-Jaschin, Schweizer Künstler, geboren in Arosa (1941), aktiv in der Op-Art seit den 1960er Jahren. Porträt aufgenommen 2016.

Youri Messen-Jaschin (lettisch: Juris Messens-Jašins; * 27. Januar 1941 in Arosa, Schweiz) ist ein lettischer Künstler.

## Leben
Vouri Messen-Jaschin besuchte die Nationale Kunsthochschule in Paris, einer seiner Lehrer dort war Robert Cami (1900–1973), und die École Pratique des Hautes Études an der Sorbonne, wo er Kunstgeschichte bei Pierre Francastel studierte.
Von 1962 bis 1965 besuchte er die École des Beaux-Arts in Lausanne. Dort arbeitete er mit dem Graveur und Maler Ernest Pizotti. 1964 nahm er mit kinetischen Glas- und Acrylskulpturen an der Expo 64 in Lausanne teil und arbeitete zwei Jahre lang am „Centre de la gravure contemporaine“ in Genf. Später hielt er sich in Zürich auf und erweiterte bei dem Maler Friedrich Kuhn (1926–1972) seine malerischen Fähigkeiten.
Von 1968 bis 1970 studierte er an der Högskolan för Design och Konsthantverk (HDK) in Göteborg, wo er mit kinetischen Textilobjekten experimentierte. Durch die Beschäftigung mit Arbeiten von Jesús Rafael Soto, Carlos Cruz Diez und Julio Le Parc entdeckte er sein Interesse für die Op Art und die kinetische Kunst. In Göteborg hatte er die Möglichkeit, Bewegung und geometrische Formen in seine Textilien und Ölgemälde zu integrieren. In den 1970er Jahren wohnte er in Hamburg, wo er zusammen mit norddeutschen Künstlern an verschiedenen Großprojekten arbeitete. 1970 konzipierte den Wandteppich „More Light“, sein einziges Werk im Pop-Art-Stil, das er in seinem schweizerischen Atelier in Zollikofen realisierte.
Von 1970 bis 1981 ließ er sich in Bern nieder. Architektur und die Erforschung der Bewegung im architektonischen Raum sowie Op Art und Kinetische Kunst spielten eine wesentliche Rolle in seinen Gemälden und Skulpturen. Anlässlich eines Aufenthaltes in Caracas wurden seine Werke im Ateneo de Caracas und beim VI Festival internacional de Teatro aufgeführt. Seit 2000 hat sich Messen-Jaschin auch der body-art zugewandt. 2010 erschien eine Briefmarkenserie der Schweizerischen Post, die drei Op-Art-Motive des Künstlers zeigen.
Seine Werke befinden sich in Museen und in Privatsammlungen. Er lebt und arbeitet in Lausanne.

## Wissenschaftliche Rezeption
Youri Messen-Jaschins Werke sind auch in Bezug auf ihre neuroästhetische Wirkung von Interesse. Eine Analyse des Max-Planck-Instituts für Mathematik in den Naturwissenschaften untersucht die Frage, ob und wie optische Kunst zur Linderung oder Heilung psychischer Erkrankungen beitragen kann.

## Hauptwerke

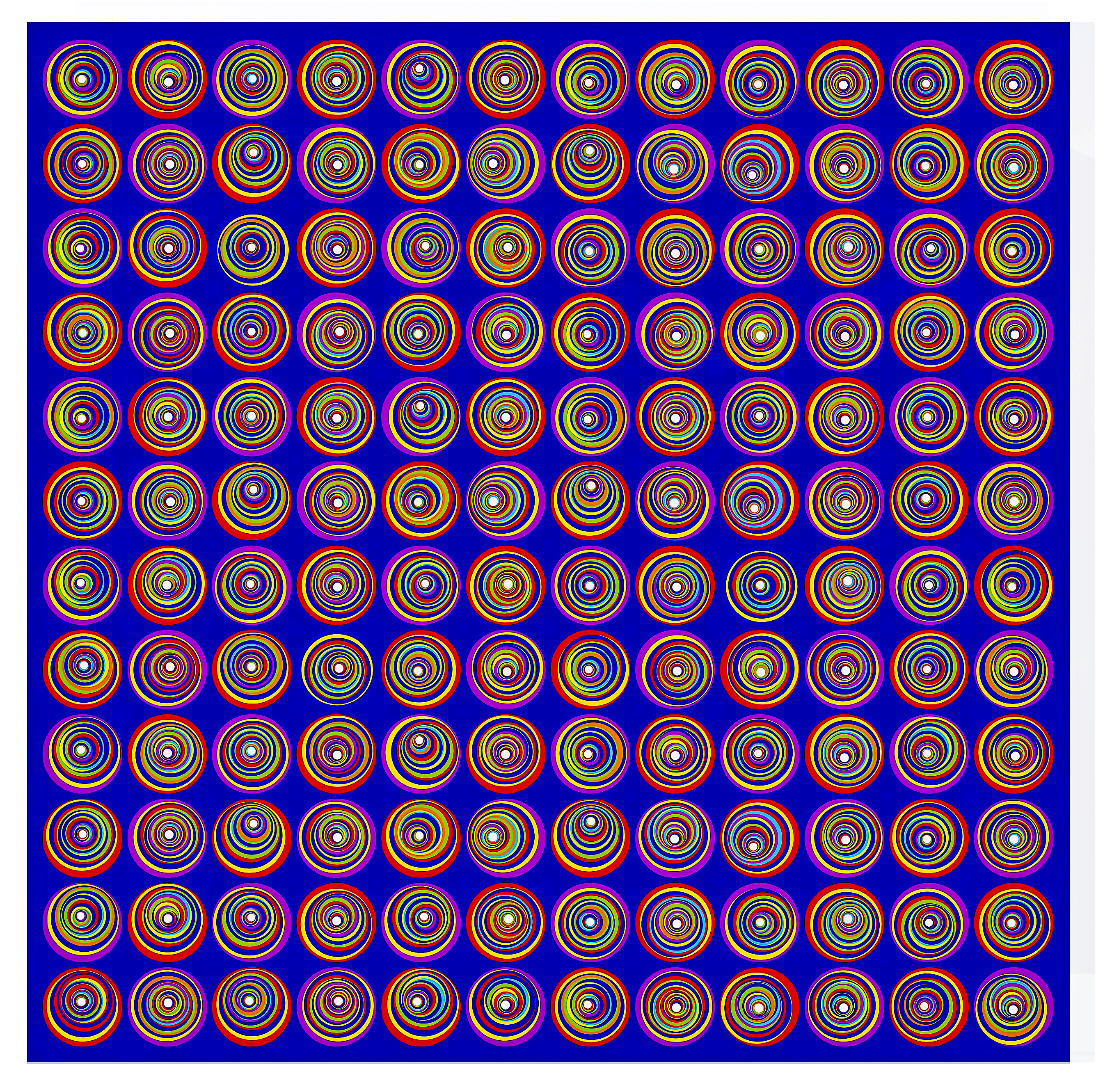
Variation on Z_{N} spin model, großformatiger Op-Art-Siebdruck auf Aluminium, 2021.

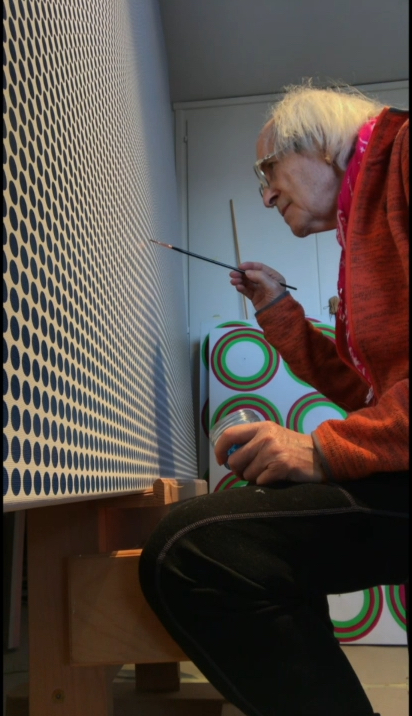
Youri Messen-Jaschin malt Blue Two in seinem Atelier in Lausanne (2020). Das Werk gehört zu einer Privatsammlung.

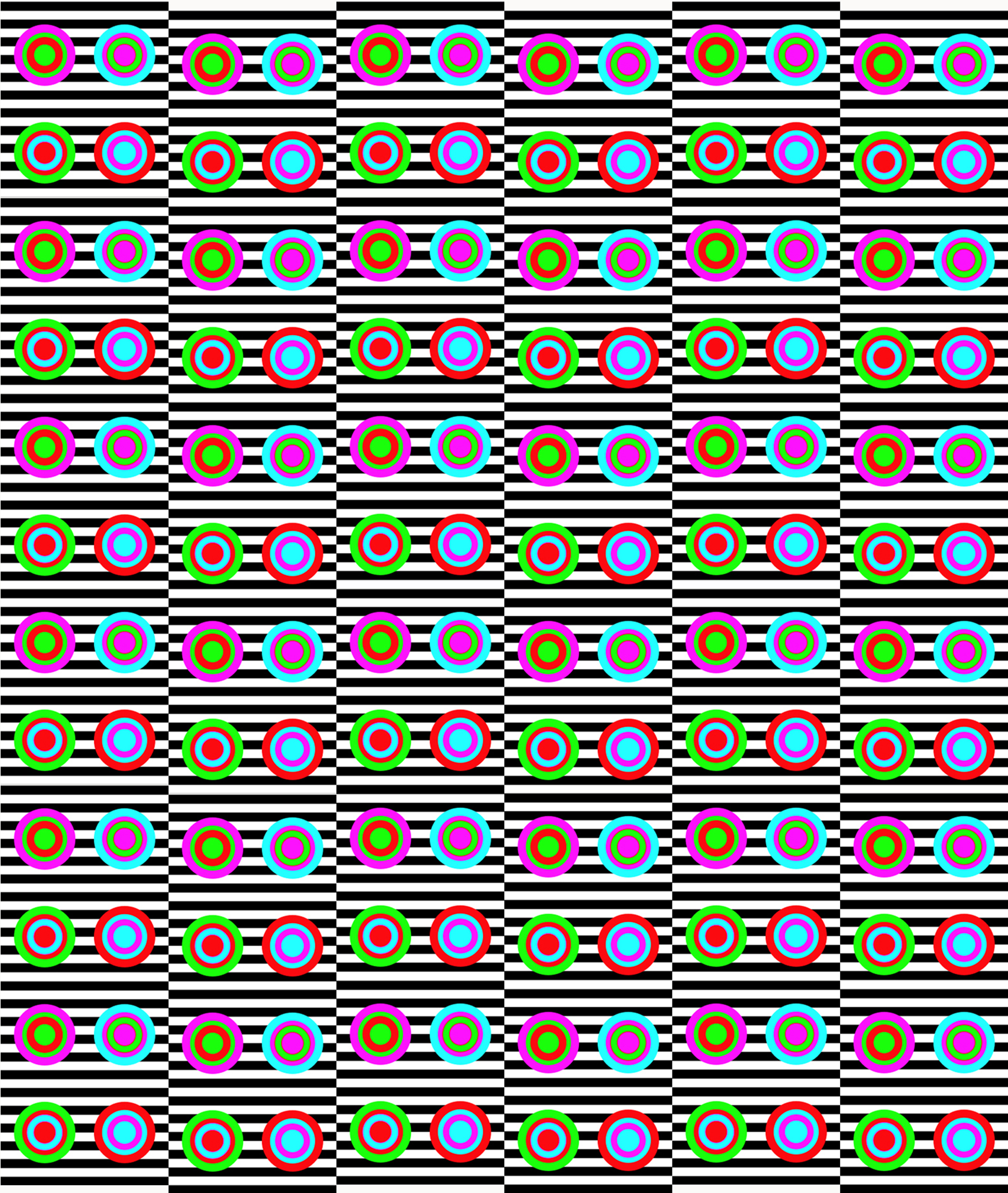
Op-Art-Siebdruckwerk (200 × 170 cm), Unikat 1/1. Gewinner des Talent Prize Award 2022 in Los Angeles. Die optische Illusion verändert sich je nach Blickwinkel, inspiriert von quantendynamischen Effekten.

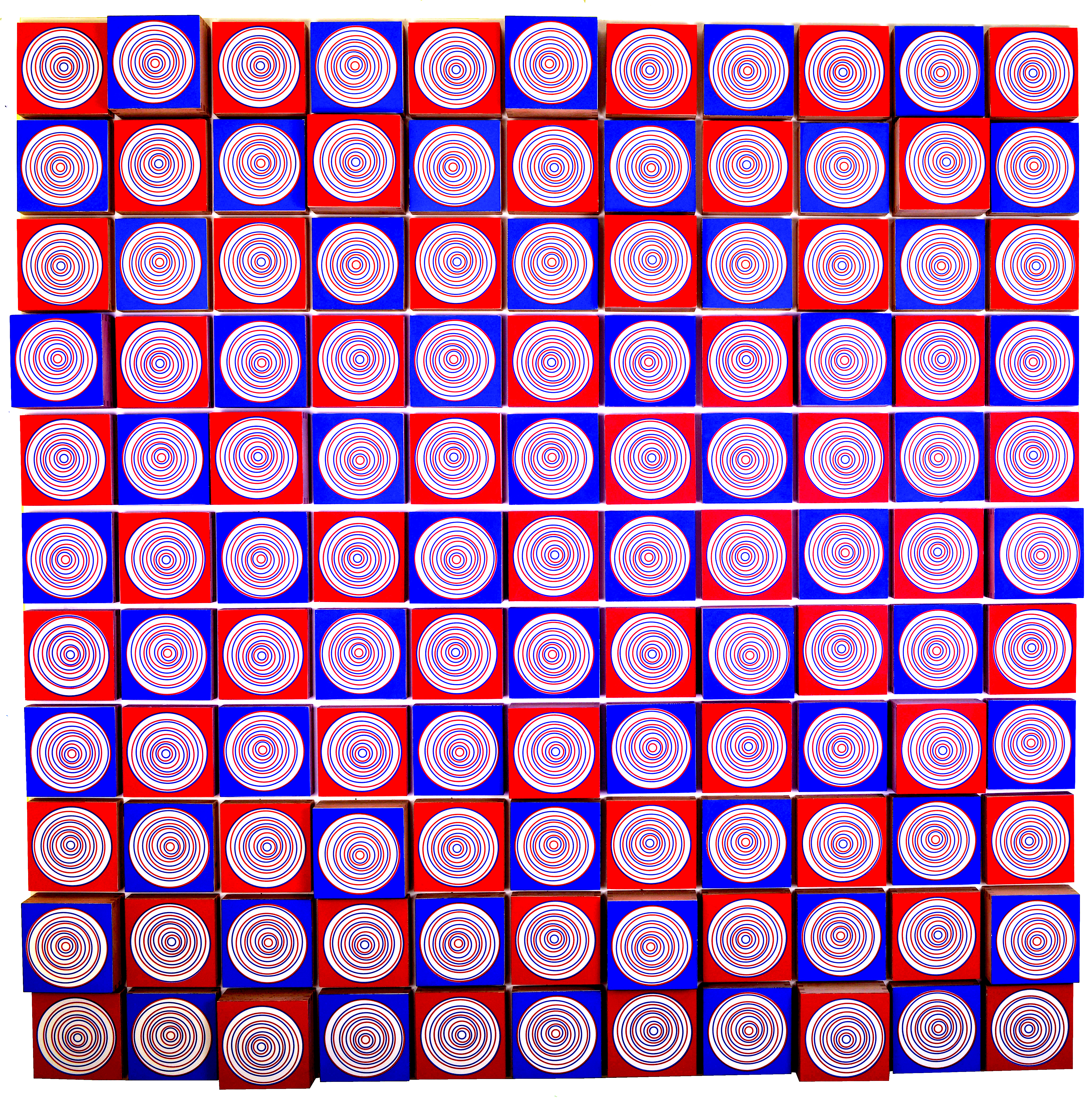
Spiral (2012), Ölgemälde auf Holz (Op Art, 177 × 177 × 16,3 cm). Ausgestellt in Moskau (2016), gezeigt im russischen Fernsehen Channel One. Sammlung des POPA Museums, Op-Art-Museum in Porrentruy, Schweiz.

## Video
Watch the full video on Wikimedia Commons

## Schriften
- mit Luce Wilquin: Le Monde des Forains – Die Welt der Schausteller. Éditions des Trois Continents, Lausanne 1986, ISBN 2-88001-195-7.
- Die Welt der Schausteller vom XVI. bis zum XX. Jahrhundert. Éditions des Trois Continents, Lausanne 1986, ISBN 2-88001-195-7.
- mit Bogdan Draganski: L’Op art rencontre les neurosciences. Éditions Favre, Lausanne 2021, ISBN 978-2-8289-1888-0.